# Кастел Гвелфо ди Болоња
Кастел Гвелфо ди Болоња (итал. Castel Guelfo di Bologna) је насеље у Италији у округу Болоња, региону Емилија-Ромања.
Према процени из 2011. у насељу је живело 2520 становника. Насеље се налази на надморској висини од 36 м.

## Становништво
| 1951. | 1961. | 1971. | 1981. | 1991. | 2001. | 2011. |
| ----- | ----- | ----- | ----- | ----- | ----- | ----- |
| 3.475 | 3.136 | 2.687 | 2.611 | 2.789 | 3.473 | 4.277 |